# أوت كاست
أوت كاست (بالإنجليزية: Outcast)‏ لعبة أكشن-مغامرات من تطوير أبيل ونشر شركة أتاري إس إيه، صدرت اللعبة في عام 1999 على نظام مايكروسوفت ويندوز.